# Drzewica czarnobrzucha
Drzewica czarnobrzucha (Dendrocygna autumnalis) – gatunek ptaka z podrodziny drzewic (Dendrocygninae) w rodzinie kaczkowatych (Anatidae). Zamieszkuje Amerykę Północną i Południową. Nie jest zagrożony.

## Systematyka
Gatunek ten po raz pierwszy zgodnie z zasadami nazewnictwa binominalnego opisał w 1758 roku Karol Linneusz w 10. edycji Systema Naturae. Autor nadał gatunkowi nazwę Anas autumnalis, a jako miejsce występowania wskazał Amerykę. Obecnie gatunek umieszczany jest w rodzaju Dendrocygna w monotypowej podrodzinie drzewic.
Wyróżnia się dwa podgatunki D. autumnalis:
- D. autumnalis fulgens Friedmann, 1947 – drzewica kasztanowata
- D. autumnalis autumnalis (Linnaeus, 1758) – drzewica czarnobrzucha

Opisano też podgatunki discolor i lucida, ale nie są one obecnie uznawane.

## Występowanie
Drzewica czarnobrzucha zamieszkuje w zależności od podgatunku:
- D. autumnalis fulgens – południowo-wschodni Teksas i południowo-wschodnia Arizona na południe do środkowej Panamy.
- D. autumnalis autumnalis – środkowa Panama do Ekwadoru i północnej Argentyny.

## Charakterystyka i tryb życia

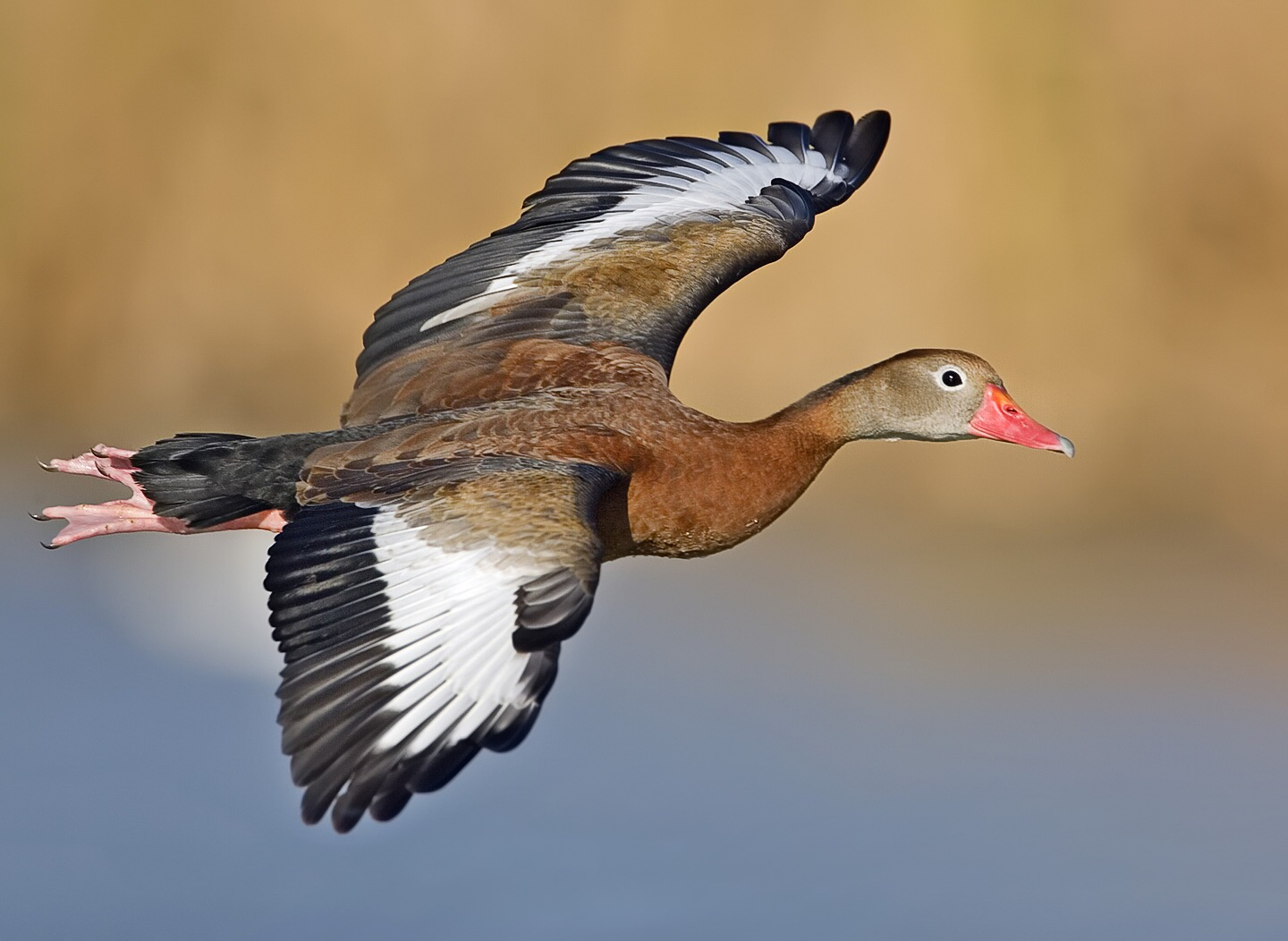
Drzewica czarnobrzucha w locie

Długość ciała 43–53 cm; masa ciała: podgatunek nominatywny 530–890 g, D. a. fulgens – samice 652–1021 g, samce 680–907 g.
Długa szyja i nogi. Dziób jaskrawoczerwony, nogi czerwone. Policzki jasnoszare, tułów kasztanowatobrązowy, z wyjątkiem czarnego brzucha. Skrzydła z charakterystycznym, brązowym i szarym rysunkiem przy przedniej krawędzi, kontrastowe, białe lusterko i czarne lotki. Ogon czarny. Młode o wiele ciemniejsze.
Zwykle spotykana w stadach; żeruje w nocy, w dzień odpoczywa. Samica składa 12–16 białych lub biało-kremowych jaj o wymiarach 52,7 mm × 38,9 mm i masie 41 g. Inkubacja trwa 26–31 dni, jaja wysiadywane są przez obie płci.

## Status
Międzynarodowa Unia Ochrony Przyrody (IUCN) uznaje drzewicę czarnobrzuchą za gatunek najmniejszej troski (LC – Least Concern). W 2020 roku organizacja Wetlands International szacowała, że liczebność populacji mieści się w przedziale 200 000 – 2 000 000 dorosłych osobników. Trend liczebności uznawany jest za wzrostowy.